# Łaś (wieś w województwie mazowieckim)
Łaś – wieś sołecka  w Polsce położona w województwie mazowieckim, w powiecie makowskim, w gminie Rzewnie. 
Według administracji kościelnej miejscowość należy do parafii Szelków.
W latach 1975–1998 miejscowość administracyjnie należała do województwa ostrołęckiego.
Część obszarów leśnych otaczających Łaś przynależy terytorialnie do Nadleśnictwa Pułtusk.

## Położenie geograficzne
Wieś usytuowana jest w północno-wschodniej części Niziny Mazowieckiej oraz na południowym krańcu Puszczy Zielonej. Niemal z każdej strony otacza ją kompleks leśny W odległości ponad 6 km na południowy wschód przepływa rzeka Narew, której odnoga w przeszłości geologicznej płynęła przez obszar Łasi. Tereny Łasi pokrywają lasy, łąki, pola uprawne oraz niewielkie stawy. To wszystko w połączeniu z lokalnym pofałdowaniem terenu tworzy dość specyficzny krajobraz.

## Historia
Tereny Łasi i okolic od pradawnych czasów cechowała obfitość lasów i wód. Nazw wielu małych źródeł, stawów i strumieni historia pisana nie wspomina. Jednak zapiski z 1426 r. dotyczące m.in. południowych obszarów dawnej parafii czerwonkowskiej wymieniają rzekę Łasę, która płynęła przez obszar Łasi, Słojk i Rzewnia. Ta sama rzeka wymieniana jest również w źródłach pochodzących z końca XV wieku i pojawia się pod nazwą Łaś. Fakt, iż przez obszar dzisiejszej wsi przepływała niegdyś rzeka Łasa lub po prostu Łaś może tłumaczyć specyficzne ukształtowanie terenu tej miejscowości a także obecność wielu łąk torfowych i mokradeł. Te ostatnie są pozostałością po bagnach, które występowały w Łasi. Pamięć o nich przetrwała nie tylko wśród mieszkańców tej miejscowości, ale również w nazwie "biel", która do dzisiaj funkcjonuje, a która jest jednym z terminów oznaczających bagno.
Za czasów rządów króla Zygmunta Starego Różan stał się siedzibą starosty grodowego, wówczas w jego granicach administracyjnych znajdowała się m.in. Łaś.
Wieś wspominana jest również w dokumentach historycznych dotyczących parafii Szelków. Dowiadujemy się z nich o przynależności wioski do tej parafii już od XVIII wieku. W źródłach tych Łaś pojawia się z dopiskiem w nazwie: Królewszczyzna administracyjnie przynależna do starostwa różańskiego. Wsie królewskie były własnością króla, dlatego z jego ramienia powoływane były osoby do zarządzania tymi dobrami. W przypadku Łasi taką osobą był Mikołaj Glinka starosta makowski, który był posłem z ziemi różańskiej na Sejm Czteroletni i gorącym zwolennikiem Konstytucji 3 maja. Dodać należy, że w przypadku wspomnianych wsi królewskich, szanse na rozwój były większe a obciążenia ludności były znacznie mniejsze
Przynależnością do dóbr królewskich Łaś mogła się cieszyć zapewne do III rozbioru Polski. Zarówno granice I jak i II rozbioru pominęły wioskę. Dopiero ostatni dokonany zabór dokonany 1795 roku sprawił, iż Łaś wraz z Warszawą i Mazowszem znalazła się pod zaborem pruskim. 28 lipca 1796 król pruski Fryderyk Wilhelm II ogłosił dekret, na mocy którego dobra królewskie, starostw i duchownych miały zostać przejęte przez skarb pruski. Tak też musiało stać się z Łasią, gdyż w spisach statystycznych z 1827 r. obok jej nazwy znajdujemy dopisek wieś rządowa.
Łaś liczyła wówczas 238 mieszkańców i 42 domostwa. Posiadała też szkołę początkową ogólną z jedną klasą. Wedle ówczesnego podziału administracyjnego należała do gminy Sielc.
Działania Napoleona, które miały miejsce w Europie na przełomie XVIII/XIX wieku zmieniły sytuację polityczną porozbiorowej Polski. Wówczas, na mocy traktatów pokojowych zawartych 7 lipca 1807 roku w Tylży między Francją, Rosją i Prusami, zostało utworzone Księstwo Warszawskie. W jego granicach znalazła się również Łaś. Stan ten utrzymywał się do 1815 r.
Traktat rosyjsko-austriacko-pruski z 3 maja 1815 r. zadecydował o podziale Księstwa Warszawskiego, a jego część – włącznie z Łasią – została konstytucyjnie związana z Imperium Rosyjskim. Powstałe w ten sposób i podległe Rosji Królestwo Polskie (kongresowe) trwało aż do 1916 r. Tłumaczy to zapewne żywą pamięć mieszkańców o rusyfikacji.

## Oświata
Do września 2004 r. w Łasi funkcjonowała szkoła podstawowa, która niegdyś była szkołą publiczną i poza uczniami z Łasi, uczęszczali do niej uczniowie z Kaptur, Rostek i Tłuszcza oraz nieistniejącej już dziś miejscowości o nazwie Kwiatkowo. Plac pod budowę szkoły jak i sam budynek ufundowali mieszkańcy wsi. Szkoła zaczęła funkcjonować jeszcze przed wojną w 1932 r. Do szkoły uczęszczał m.in. Jan Abramski a w latach 50. Stanisław Matysiak oraz Ryszard Makowski. Obecnie po szkole pozostał budynek. Po rozwiązaniu łaskiej szkoły uczniowie zostali przeniesieni do Publicznej Szkoły Podstawowej im. Armii Krajowej w Rzewniu.
Przed wybudowaniem wspomnianej szkoły istniało nauczanie w domach. Mieszkańcy użyczali swych domów, w celu umożliwienia wyedukowania dzieci i młodzieży. Ponadto zapewniali nocleg i schronienie nauczycielom dojeżdżającym z bardziej oddalonych miejscowości.

## Sołtysi[21]
- Marzena Chojnowska[22] (od 2007 r.)
- Ewa Bożena Markowska[23] (1999–2007)
- Stanisław Makowski (został wybrany, ale po dwóch dniach z przyczyn osobistych złożył rezygnację)
- Andrzej Gos (1995–1999)
- Jerzy Tymiński (1979–1995)
- Władysław Kordowski
- Stanisław Maciejewski
- Stefan Nowacki
- Stanisław Wiśniewski
- Julian Chojnowski
- Andrzej Rydzewski
- Stanisław Gos (późniejszy wójt gminy Rzewnie, rozstrzelany 8 września 1939 przez Niemców)[23]
- Jan Bąk (lata dwudzieste XX wieku)
- Krzysztof Łaś (po II wojnie światowej)

## Drogi i połączenia
Przez Łaś biegnie droga krajowa:
61 łącząca Warszawę z Augustowem.

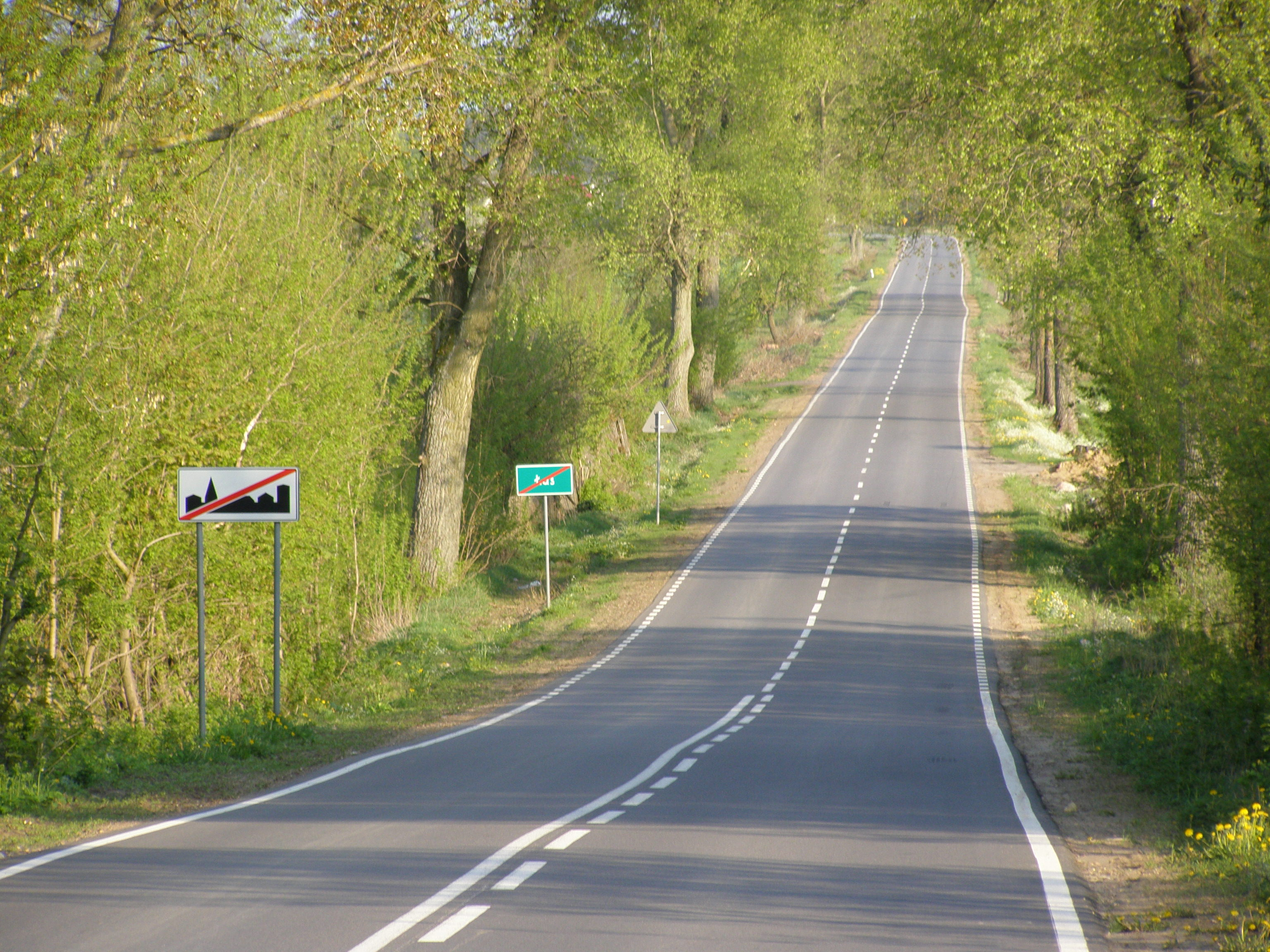
Drogą w stronę Słojk

Do krajowej dochodzą dwie drogi powiatowe. Jedna (nr 2128w), ma swój początek w Różanie a następnie przebiega przez Dzbądz, Rzewnie a w Łasi łączy się z drogą krajową. Druga (nr 2120w.) o długości 4,8 km prowadzi z Łasi do Perzanowa, gdzie łączy się z 60.
Linie autobusowe mające przystanek w Łasi:
PKS Warszawa, PKS Ostrołęka, PKS Przasnysz, PKS Bielsko-Biała.

## Sąsiednie miejscowości
Chrzanowo, Tłuszcz, Rostki, Kaptury, Słojki. Do niedawna w sąsiedztwie Łasi położona była miejscowość Kwiatkowo, której nazwę można znaleźć w starszych atlasach. Po zmianach administracyjnych nazwa ta nie funkcjonuje.

## Ciekawostki
- Tereny Łasi graniczące ze Słojkami i Chrzanowem stanowią północną granicę obszaru oznaczonego jako miejsce upadku meteorytu Pułtusk.
- Podczas insurekcji kościuszkowskiej 1794, w bitwie pod Łasią a wcześniej pod Ostrołęką został ranny Stanisław Klicki, późniejszy generał Księstwa Warszawskiego[25].
- 8 października 1794 polskie wojsko przeszło Narew, a następnie w Łasi zaatakowało kompanię mjr. Mansteina. Zaskoczony dowódca poniósł śmierć w bitwie. Zdobyta została wówczas 3-funtowa armata[26]
- 15 września 1907 r. w Łasi urodził się ks. Wacław Karłowicz - kapelan powstania warszawskiego

## Galeria

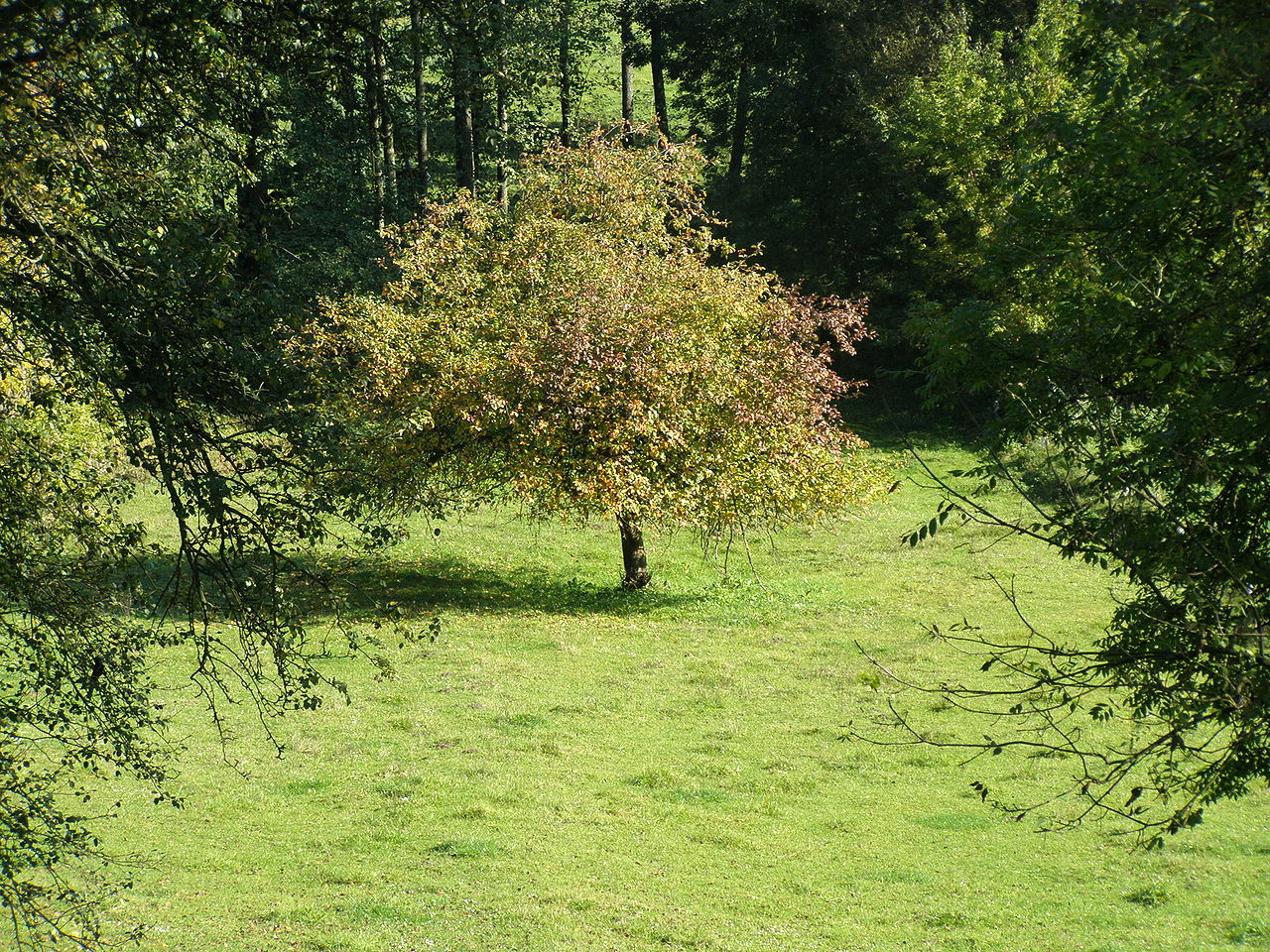
Łaś jesienią
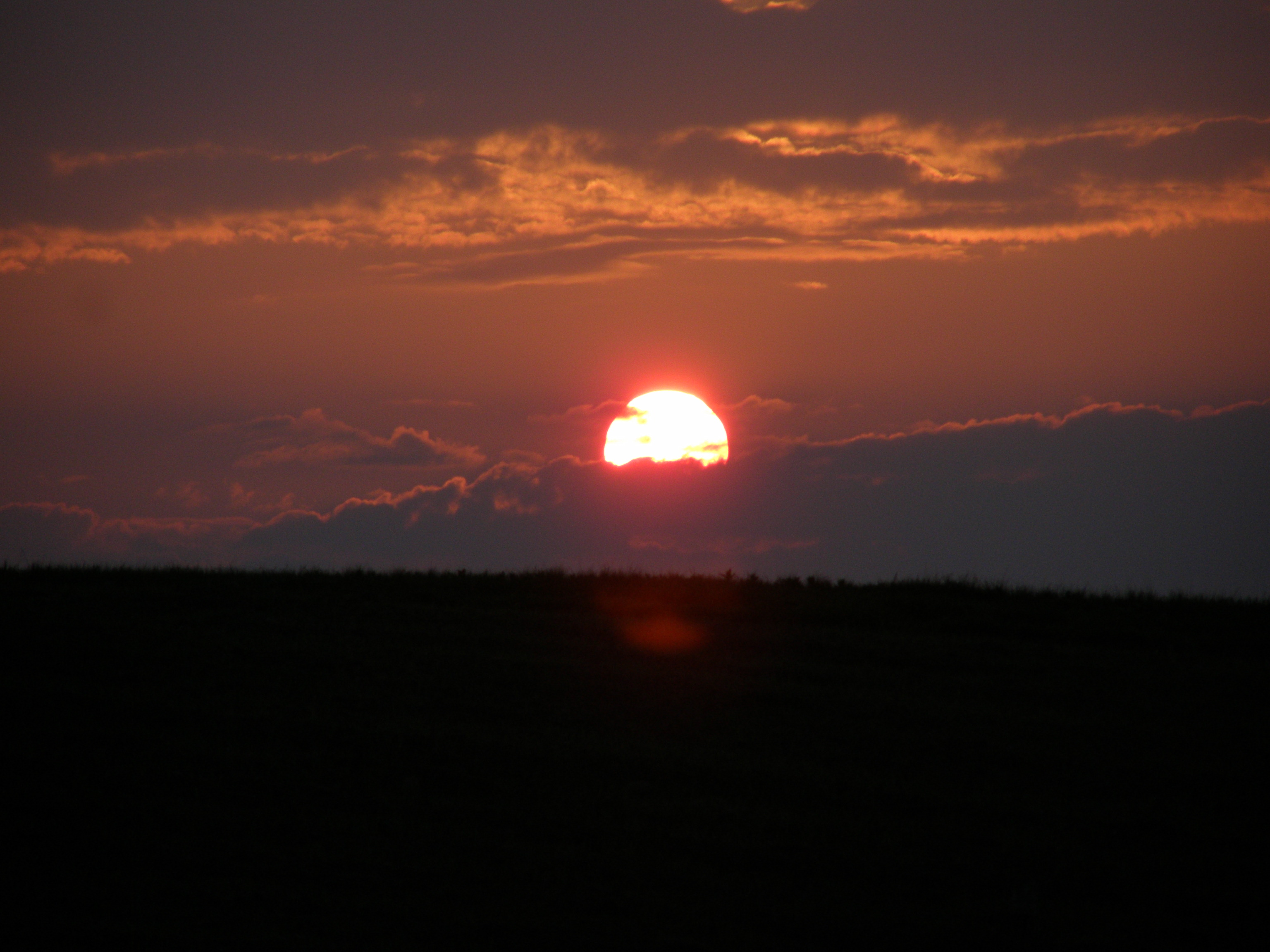
Zachód Słońca
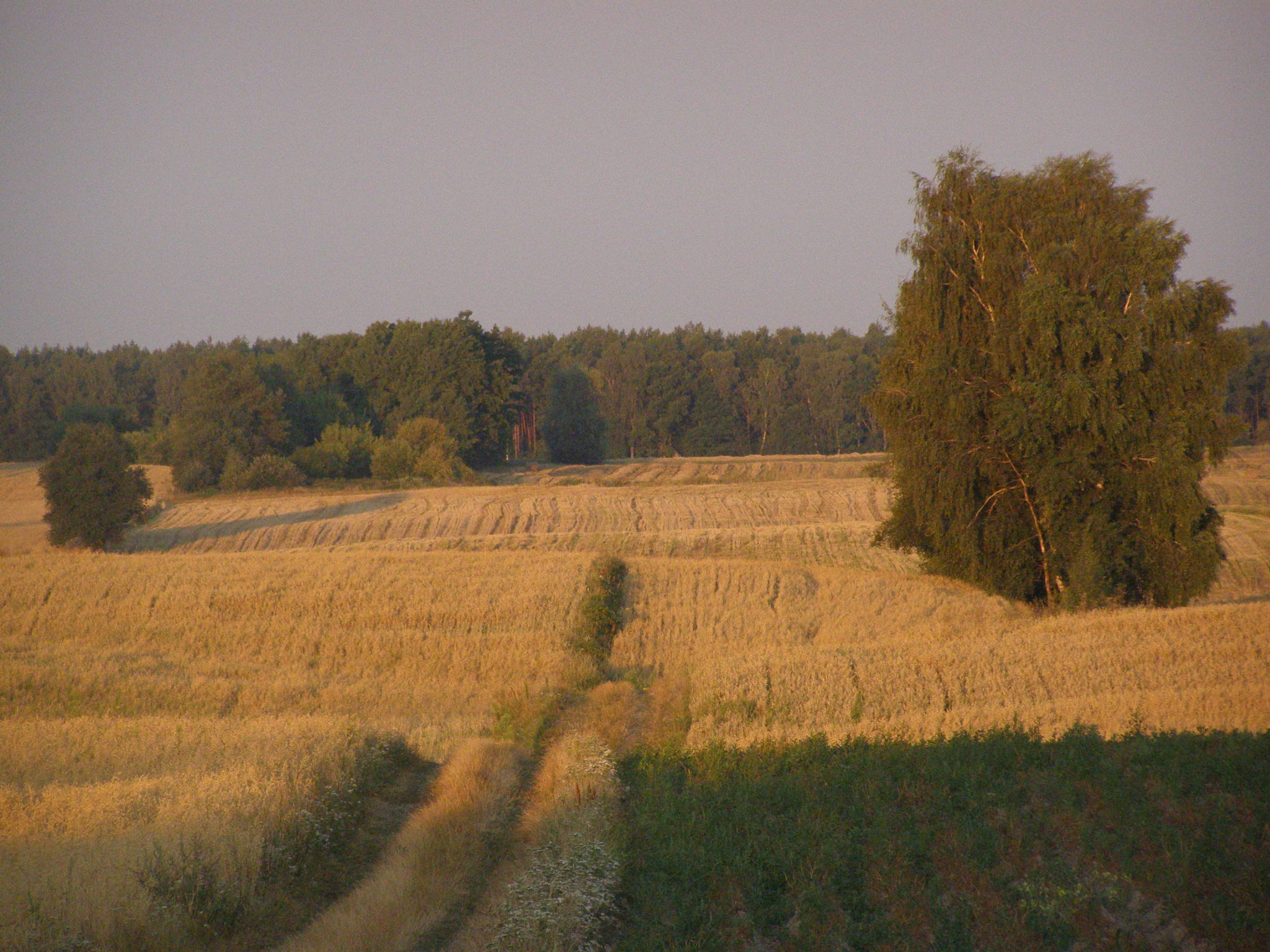
Łaś o wschodzie Słońca

## Legendy[27]
- Legenda o brodatym łosiu - królu łaskich lasów i ziem.
- O Stegnach - miejscu w Łasi, gdzie zabłąkane dusze harcują.
- O stawie - w którym raz w roku woda się gotuje, wówczas można zobaczyć jak wybiegają z niego kare konie, co ludzkim głosem się śmieją.